# Robert Taylor (actor)
Robert Taylor, nacido Spangler Arlington Brugh (Filley, Nebraska, 5 de agosto de 1911-Santa Mónica, California, 8 de junio de 1969), fue un actor de cine y televisión y cantante estadounidense que fue uno de los protagonistas más populares de su época.
Taylor comenzó su carrera cinematográfica en 1934 cuando firmó con la Metro-Goldwyn-Mayer. Obtuvo su primer papel protagónico al año siguiente en Sublime obsesión. Su popularidad aumentó a finales de la década de 1930 y en la de 1940 con apariciones en Camille (1936), A Yank at Oxford (1938), Waterloo Bridge (1940) y Bataan (1943). Durante la Segunda Guerra Mundial, sirvió en las Fuerzas Aéreas Navales de los Estados Unidos, donde trabajó como instructor de vuelo y apareció en películas instructivas. De 1959 a 1962, protagonizó la serie de televisión The Detectives Starring Robert Taylor. En 1966, asumió las funciones de presentador de su amigo Ronald Reagan en la serie Death Valley Days.
Estuvo casado con la actriz Barbara Stanwyck de 1939 a 1952. Se casó con la actriz Ursula Thiess en 1954 y tuvieron dos hijos. Fumador empedernido, falleció de cáncer de pulmón a los 57 años.

## Biografía

### Primeros años de vida
Taylor nació como Spangler Arlington Brugh el 5 de agosto de 1911 en Filley (Nebraska), hijo único de Spangler Andrew Brugh, un granjero que se convirtió en médico, y Ruth Adaline Stanhope. Durante su juventud, la familia se mudó varias veces, viviendo en Muskogee (Oklahoma); Kirksville (Misuri); y Fremont (Nebraska). Para septiembre de 1917, los Brugh se habían mudado a Beatrice (Nebraska), donde permanecieron durante 16 años.
De adolescente, Brugh fue una estrella del atletismo y tocaba el violonchelo en la orquesta de su instituto. Tras graduarse, se matriculó en el Doane College de Crete (Nebraska). Durante su estancia en Doane, recibió clases de violonchelo del profesor Herbert E. Gray, a quien admiraba e idolatraba. Tras el anuncio del profesor Gray de que aceptaba un nuevo puesto en el Pomona College de Claremont, California, Brugh se mudó a California y se matriculó en Pomona. Se unió a la compañía de teatro del campus y también estudió con Neely Dickson en el Hollywood Community Theater. Dickson recordó: «No pude evitar recordar la primera vez que se acercó a mí, un joven y apuesto graduado universitario de Pomona. Era ingenuo, pero muy sincero y completamente natural. Se paró frente a mí, con la voz un poco tensa por el nerviosismo, y leyó una escena de su obra favorita... Quedé impresionada e hice todo lo posible por él». Finalmente, un cazatalentos de la MGM lo descubrió en 1932 después de una producción de Journey's End.

### Carrera
Firmó un contrato de siete años con Metro-Goldwyn-Mayer con un salario inicial de 35 dólares por semana, que aumentó a 2500 dólares en 1936. El estudio cambió su nombre a Robert Taylor. Hizo su debut cinematográfico en la comedia de 1934 Handy Andy, protagonizada por Will Rogers (bajo un préstamo a Fox Studios).

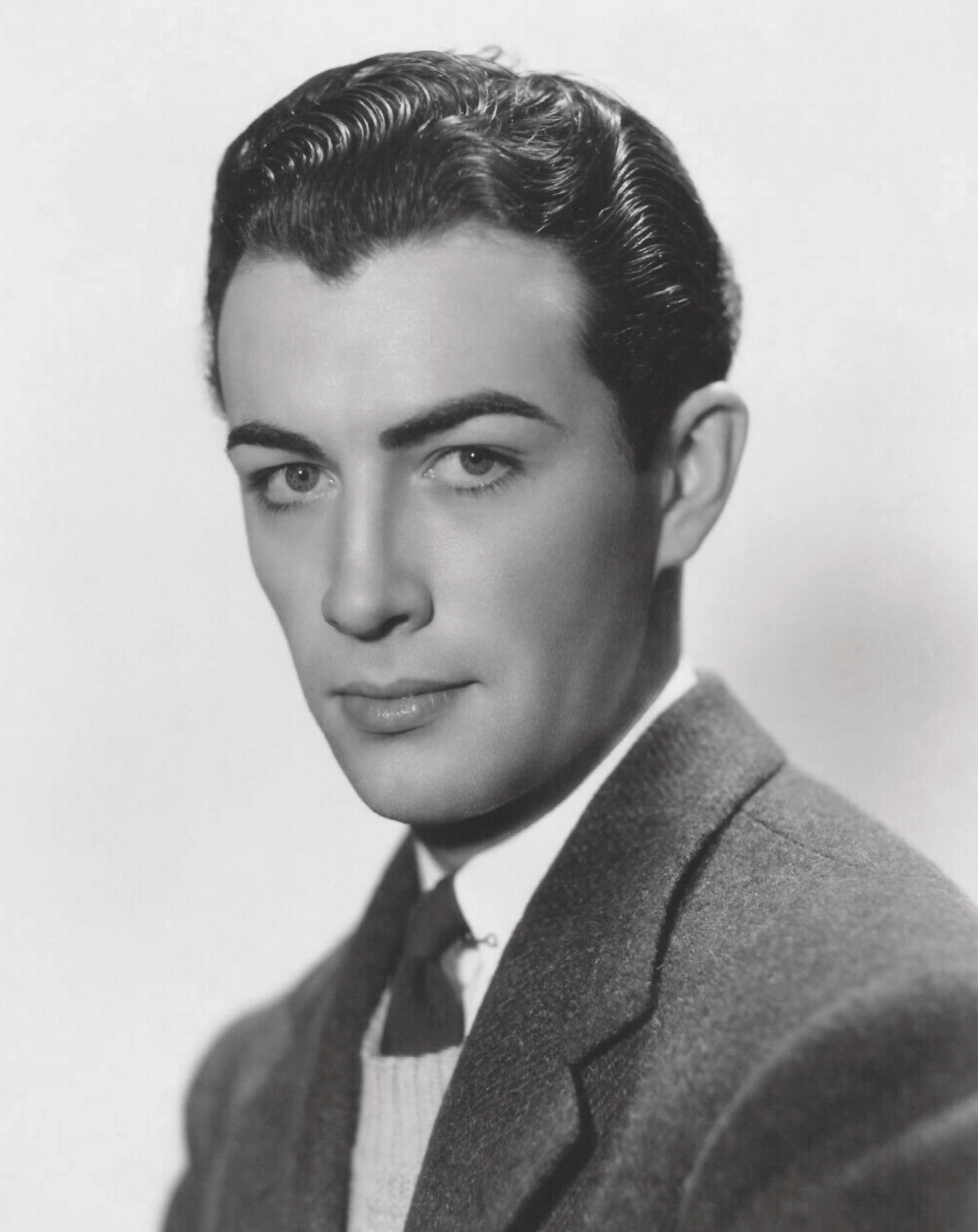
Robert Taylor en 1934.

Su primer papel protagónico le llegó por casualidad. En 1934, Taylor estaba en la nómina de la MGM como el test boy («chico de pruebas»), un joven que aparecía junto a varias jóvenes en pruebas de pantalla. A finales de 1934, cuando la MGM comenzó la producción de su nueva serie de cortometrajes Crime Does Not Pay con el cortometraje dramático Buried Loot, el actor que había sido elegido enfermó y no pudo aparecer. El director mandó llamar al test boy para sustituir al actor desaparecido. La dramática interpretación de Taylor, como un malversador que se desfigura deliberadamente para evitar ser detectado, fue tan memorable que inmediatamente fue contratado para largometrajes.
En 1935, Irene Dunne lo solicitó como protagonista masculino en Sublime obsesión. A esta le siguió Camille, junto a Greta Garbo.

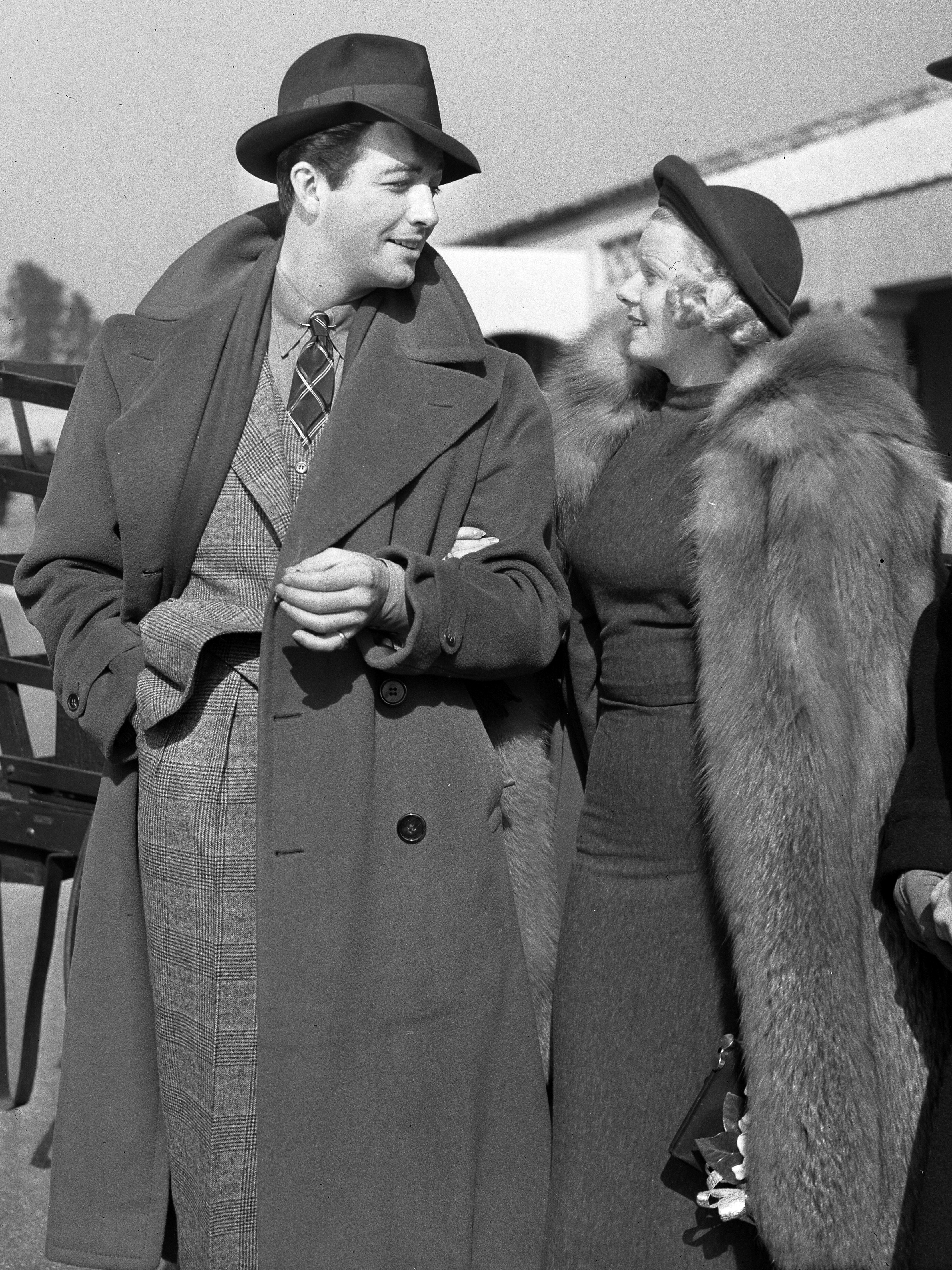
Taylor y Jean Harlow, 1937.

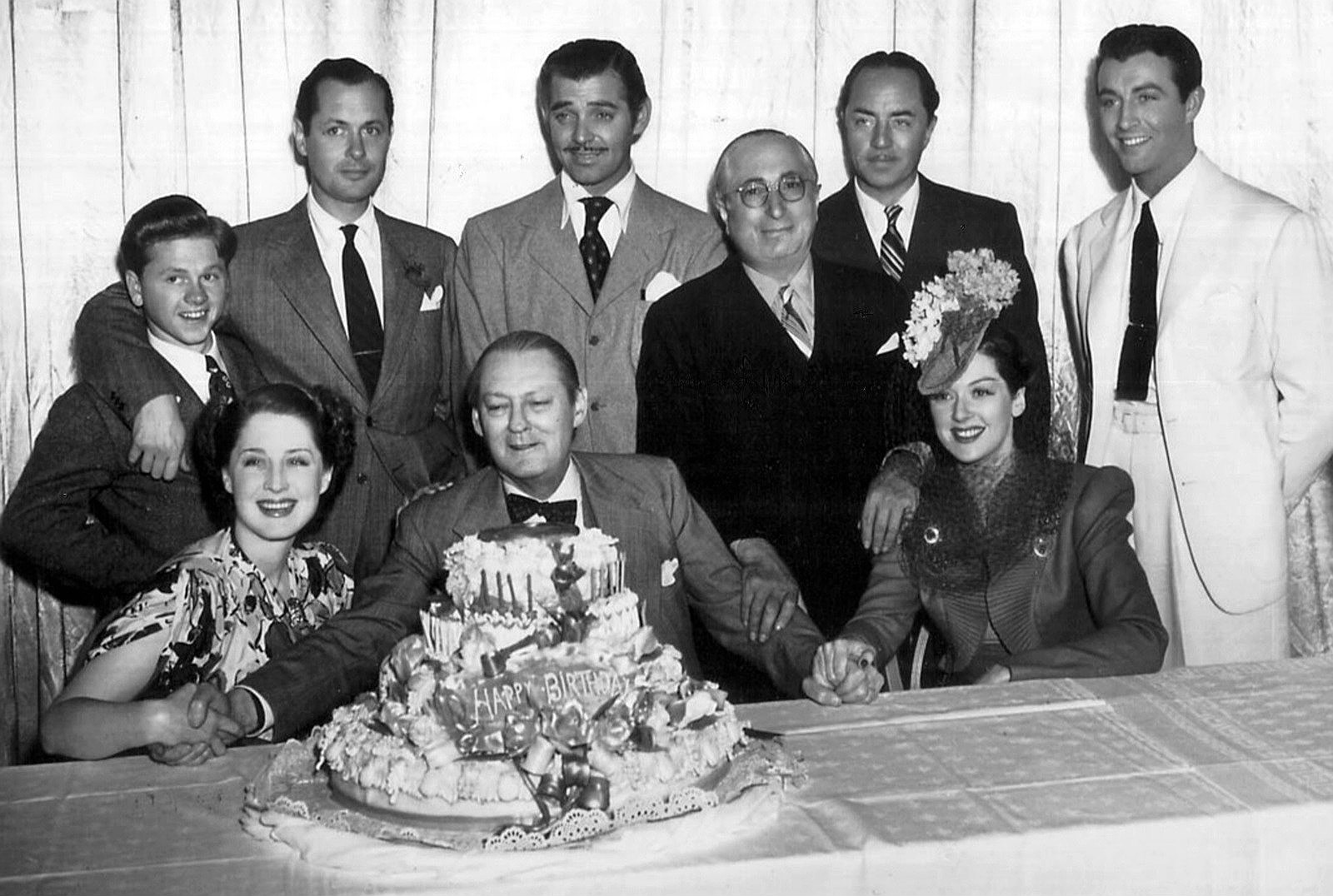
El 61.º cumpleaños de Lionel Barrymore en 1939, de pie: Mickey Rooney, Robert Montgomery, Clark Gable, Louis B. Mayer, William Powell, Robert Taylor, sentados: Norma Shearer, Lionel Barrymore y Rosalind Russell.

A finales de la década de 1930, Taylor apareció en películas de diversos géneros, incluyendo los musicales Broadway Melody of 1936 y Broadway Melody of 1938, y la comedia británica A Yank at Oxford con Vivien Leigh. Entre 1940 y 1941, abogó por la entrada de Estados Unidos en la Segunda Guerra Mundial y criticó duramente el movimiento aislacionista. Durante este periodo, se declaró «100% probritánico». En 1940, volvió a colaborar con Leigh en el drama de Mervyn LeRoy, Waterloo Bridge.
Tras recibir el apodo de The Man with the Perfect Profile («El hombre con el perfil perfecto»), Taylor comenzó a alejarse de su imagen de protagonista perfecto y a aparecer en papeles más oscuros a partir de 1941. Ese año interpretó el papel principal en Billy the Kid, seguido del mismo al año siguiente en la película de cine negro Johnny Eager, junto a Lana Turner. Tras interpretar a un sargento duro en Bataan en 1943, Taylor contribuyó al esfuerzo bélico convirtiéndose en instructor de vuelo en el Cuerpo Aéreo Naval de los Estados Unidos. Durante este tiempo, también protagonizó películas instructivas y narró el documental de 1944 The Fighting Lady.
Después de la guerra, apareció en una serie de papeles atrevidos, incluyendo el neo-noir Undercurrent (1946) y el drama High Wall (1947). En 1949, coprotagonizó con Elizabeth Taylor el suspenso Conspirator, que Hedda Hopper describió como «otra de las películas probritánicas de Taylor». Taylor respondió a esto diciendo «¡Y no será la última!». Sin embargo, tanto Hopper como Taylor eran miembros de la organización anticomunista Motion Picture Alliance for the Preservation of American Ideals, al igual que los amigos de Taylor John Wayne, Walt Disney y Gary Cooper. Por esta razón, Hopper siempre habló favorablemente de Taylor, a pesar de que él siempre discrepaba con ella sobre lo que ella veía como su «anglofilia» y lo que él veía como su «anglofobia». En 1950, Taylor consiguió el papel del general Marcus Vinicius en Quo vadis? con Deborah Kerr. La película épica fue un éxito, recaudando 11 millones de dólares en su estreno. Al año siguiente, protagonizó la versión cinematográfica del clásico de Walter Scott, Ivanhoe, seguida de Los caballeros del rey Arturo y The Adventures of Quentin Durward en 1953, todas filmadas en Inglaterra. De las tres, solo Ivanhoe fue un éxito de crítica y taquilla. Taylor también filmó El valle de los reyes en Egipto en 1954.
A mediados de la década de 1950, Taylor comenzó a centrarse en el wéstern, su género predilecto. En 1955, protagonizó la comedia wéstern La novia salvaje, coprotagonizada por Eleanor Parker. Taylor compartió protagonismo con Richard Widmark en el wéstern de John Sturges The Law and Jake Wade (1958). Su larga trayectoria en MGM finalizó en 1959; era la última estrella importante que quedaba con contrato desde la época dorada del estudio. El estudio aún conservaba una opción de compra por los servicios de Taylor, la cual ejerció para el wéstern Cattle King, estrenado en 1963.
Taylor fundó su propia compañía, Robert Taylor Productions, y protagonizó la serie de televisión The Detectives Starring Robert Taylor (1959-1962). Tras el final de la serie en 1962, Taylor continuó apareciendo en películas y series de televisión, incluyendo A House Is Not a Home y dos episodios de Hondo.
En 1964, Taylor protagonizó la película de terror psicológico The Night Walker, de William Castle. En 1965, tras el rodaje de Johnny Tiger en Florida, Taylor asumió el papel de narrador en la serie de televisión Death Valley Days cuando Ronald Reagan la abandonó para dedicarse a la política. Taylor permaneció en la serie hasta su fallecimiento en 1969.
Taylor viajó a Europa para filmar Pampa salvaje (1966), The Glass Sphinx (1967) y The Day the Hot Line Got Hot (1968).

### Vida personal

#### Matrimonios e hijos
Tras tres años de noviazgo con ella, Taylor se casó con Barbara Stanwyck el 14 de mayo de 1939 en San Diego, California. Marion, la esposa de Zeppo Marx, fue la madrina de Stanwyck. Su padrino fue el padre adoptivo de Stanwyck —esposo de su hermana Millie— y su asistente personal, el actor de vodevil Buck Mack. Stanwyck se divorció de Taylor en febrero de 1951. Durante el matrimonio, Anthony «Tony» Dion, el hijo adoptivo de Stanwyck de su anterior matrimonio con Frank Fay, vivió con ellos. Tras el divorcio, Stanwyck conservó la custodia del niño.
Taylor conoció a la actriz alemana Ursula Thiess en 1952. Se casaron en Jackson Hole, Wyoming, el 23 de mayo de 1954. Tuvieron dos hijos; un hijo, Terrance (1955) y una hija, Tessa (1959). Taylor fue el padrastro de los dos hijos de Thiess de su matrimonio anterior, Manuela y Michael Thiess. El 26 de mayo de 1969, poco antes de la muerte de Taylor por cáncer de pulmón, Ursula Thiess encontró el cuerpo de su hijo, Michael, en una habitación de motel del oeste de Los Ángeles, muerto de una sobredosis de drogas. Un mes antes de su muerte, Michael había sido dado de alta de un hospital psiquiátrico. En 1964, pasó un año en un reformatorio por intentar envenenar a su padre con insecticida.

#### Política

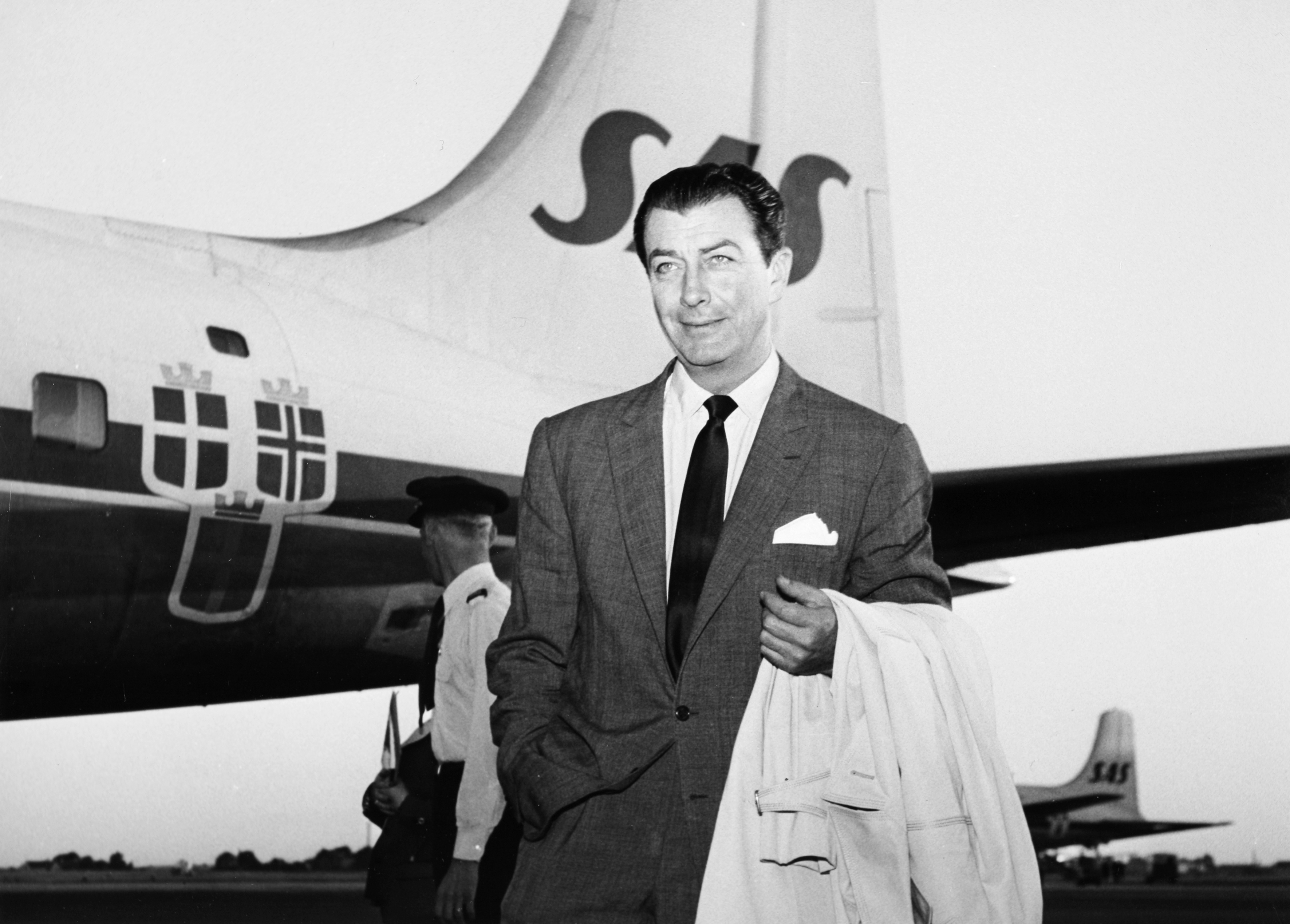
Robert Taylor en 1957.

En febrero de 1944, Taylor ayudó a fundar la Motion Picture Alliance for the Preservation of American Ideals. En octubre de 1947, Taylor fue llamado a declarar ante el Comité de Actividades Antiestadounidenses de la Cámara de Representantes de los Estados Unidos en relación con el comunismo en Hollywood. Lo hizo a regañadientes, considerando las audiencias un «circo» y negándose a comparecer a menos que fuera citado. En su testimonio sobre el Sindicato de Actores de Cine (SAG por sus siglas en inglés), pronunciado el 22 de octubre de 1947, Taylor declaró: «Me parece que en las reuniones, especialmente en las reuniones de los miembros generales del Sindicato, siempre había un cierto grupo de actores y actrices cuyas acciones me indicaban que, si no eran comunistas, se esforzaban muchísimo por serlo». Dos personas que ya estaban siendo investigadas por el FBI, Karen Morley y Howard Da Silva, fueron mencionadas como alborotadores en las reuniones del SAG. Taylor alegó que en las reuniones del SAG, Da Silva «siempre tenía algo que decir en el momento menos oportuno». Da Silva fue incluida en la lista negra de la radio de Broadway y Nueva York, y Morley nunca volvió a trabajar después de que su nombre saliera a la luz en las audiencias. Taylor declaró que se negaría a trabajar con cualquier persona sospechosa de ser comunista: «Me temo que tendría que ser él o yo, porque la vida es demasiado corta para estar rodeado de gente que me molesta tanto como estos compañeros de ruta y comunistas». Taylor también etiquetó al guionista Lester Cole de «supuestamente comunista», añadiendo: «No lo sabría personalmente». Tras las audiencias, las películas de Taylor fueron prohibidas en la Hungría comunista y en Checoslovaquia, y los comunistas llamaron a boicotear sus películas en Francia.
En 1951, Taylor comentó: «Hablo en contra del comunismo ahora por la misma razón que hablé en contra del nazismo hace una década, porque estoy a favor de la libertad y la decencia». Ayudó a narrar el documental de servicio público anticomunista de 1952 The Hoaxters, que comparó la amenaza del comunismo internacional en la década de 1950 con la amenaza del nazismo en las décadas de 1930 y 1940.
Taylor apoyó a Barry Goldwater en las elecciones presidenciales de Estados Unidos de 1964 y a Ronald Reagan en las elecciones para gobernador de California de 1966.

#### Aviación
En 1952, Taylor protagonizó la película Above and Beyond, una película biográfica sobre el piloto del Enola Gay, Paul Tibbets. Se conocieron y descubrieron que tenían mucho en común. Ambos habían considerado estudiar medicina y eran ávidos tiradores al plato y aviadores. Taylor aprendió a volar a mediados de la década de 1930 y sirvió como instructor de vuelo en la Marina de los Estados Unidos durante la Segunda Guerra Mundial. Su avión privado era un Twin Beech llamado «Missy» (el apodo de su entonces esposa, Stanwyck), que usaba en viajes de caza y pesca, así como para volar a locaciones de rodaje.

#### Rancho
Taylor era dueño de una casa de 34 habitaciones situada en 112 acres (0,5 km²) y ubicada en Mandeville Canyon, en la zona de Brentwood (Los Ángeles). Conocida como el Robert Taylor Ranch, la propiedad fue vendida al propietario de KROQ-FM, Ken Roberts, en la década de 1970. Roberts remodeló la casa y la volvió a poner a la venta en 1990 por 45 millones de dólares. Posteriormente redujo el precio a 35 millones, pero el rancho no logró atraer a un comprador. En 2010, el rancho fue confiscado por New Stream Capital, un fondo de cobertura, después de que Roberts no pudiera pagar un préstamo con altos intereses que les había otorgado.
En noviembre de 2012, el rancho fue puesto en subasta por el fideicomiso propietario. Un comprador de Chicago lo adquirió por 12 millones de dólares en diciembre de 2012.

### Muerte
En octubre de 1968, Taylor se sometió a una cirugía para extirparle una parte del pulmón derecho tras sospechar que había contraído coccidioidomicosis (conocida como «fiebre del valle»). Durante la cirugía, los médicos descubrieron que tenía cáncer de pulmón. Taylor, quien fumaba tres paquetes de cigarrillos al día desde niño, dejó de fumar poco antes de la cirugía. Durante los últimos meses de su vida, fue hospitalizado siete veces debido a infecciones y complicaciones relacionadas con la enfermedad. Falleció de cáncer de pulmón el 8 de junio de 1969 en el Centro de Salud Saint John's de Santa Mónica, California.
El funeral de Taylor se celebró en el cementerio Forest Lawn Memorial Park, en Glendale, California. Su viejo amigo Ronald Reagan (entonces gobernador de California) pronunció el panegírico de Taylor. Entre los dolientes se encontraban Robert Stack, Van Heflin, Eva Marie Saint, Walter Pidgeon, Keenan Wynn, Mickey Rooney, George Murphy, Audrey Totter y la exesposa de Taylor, Barbara Stanwyck.
Por su contribución a la industria cinematográfica, Robert Taylor tiene una estrella en el paseo de la fama de Hollywood, en 1500 Vine Street.

## Filmografía
| Año  | Título                             | Papel                              | Notas                                                 |
| ---- | ---------------------------------- | ---------------------------------- | ----------------------------------------------------- |
| 1934 | Handy Andy                         | Lloyd Burmeister                   |                                                       |
| 1934 | The Spectacle Maker                | Amante de la duquesa               | Cortometraje Sin acreditar                            |
| 1934 | There's Always Tomorrow            | Arthur White                       | Título alternativo: Too Late for Love                 |
| 1934 | A Wicked Woman                     | Bill Renton—Amante de Rosanne      |                                                       |
| 1934 | Crime Does Not Pay #1: Buried Loot | Al Douglas                         | Cortometraje Sin acreditar                            |
| 1935 | Society Doctor                     | Dr. Ellis                          |                                                       |
| 1935 | Times Square Lady                  | Steven J. «Steve» Gordon           |                                                       |
| 1935 | West Point of the Air              | «Jasky» Jaskarelli                 |                                                       |
| 1935 | Murder in the Fleet                | Lt. Randolph                       |                                                       |
| 1935 | Broadway Melody of 1936            | Robert Gordon                      |                                                       |
| 1935 | La Fiesta de Santa Barbara         | Él mismo                           | Cortometraje                                          |
| 1935 | Sublime obsesión                   | Dr. Robert Merrick                 |                                                       |
| 1936 | Small Town Girl                    | Dr. Robert «Bob» Dakin             | Título alternativo: One Horse Town                    |
| 1936 | La esposa anónima                  | Richard Winfield                   |                                                       |
| 1936 | His Brother's Wife                 | Chris Claybourne                   |                                                       |
| 1936 | The Gorgeous Hussy                 | «Bow» Timberlake                   |                                                       |
| 1936 | Camille                            | Armand Duval                       |                                                       |
| 1937 | Personal Property                  | Raymond Dabney, alias Ferguson     | Título alternativo: The Man in Possession             |
| 1937 | La contraseña                      | Lt. Richard L. Perry               |                                                       |
| 1937 | Lest We Forget                     | Él mismo                           | Cortometraje                                          |
| 1937 | Broadway Melody of 1938            | Stephan «Steve» Raleigh            |                                                       |
| 1938 | A Yank at Oxford                   | Lee Sheridan                       |                                                       |
| 1938 | Three Comrades                     | Erich Lohkamp                      |                                                       |
| 1938 | The Crowd Roars                    | Tommy «Killer» McCoy               |                                                       |
| 1939 | Stand Up and Fight                 | Blake Cantrell                     |                                                       |
| 1939 | Lucky Night                        | Bill Overton                       |                                                       |
| 1939 | Lady of the Tropics                | William «Bill» Carey               |                                                       |
| 1939 | Remember?                          | Jeffrey «Jeff» Holland             |                                                       |
| 1940 | Waterloo Bridge                    | Roy Cronin                         |                                                       |
| 1940 | Escape                             | Mark Preysing                      | Título alternativo: When the Door Opened              |
| 1940 | Flight Command                     | Ensign Alan Drake                  |                                                       |
| 1941 | Billy the Kid                      | Billy Bonney                       |                                                       |
| 1941 | When Ladies Meet                   | Jimmy Lee                          |                                                       |
| 1942 | Johnny Eager                       | John «Johnny» Eager                |                                                       |
| 1942 | Her Cardboard Lover                | Terry Trindale                     |                                                       |
| 1942 | Stand By for Action                | Lieutenant Gregg Masterman         | Título alternativo: Cargo of Innocents                |
| 1943 | Bataan                             | Sergeant Bill Dane                 |                                                       |
| 1943 | The Youngest Profession            | Cameo                              |                                                       |
| 1944 | Song of Russia                     | John Meredith                      |                                                       |
| 1944 | The Fighting Lady                  | Narrador                           | Acreditado como Lieut. Robert Taylor USNR             |
| 1946 | Undercurrent                       | Alan Garroway                      |                                                       |
| 1947 | High Wall                          | Steven Kenet                       |                                                       |
| 1949 | The Bribe                          | Rigby                              |                                                       |
| 1949 | Conspirator                        | Major Michael Curragh              |                                                       |
| 1950 | Emboscada                          | Ward Kinsman                       |                                                       |
| 1950 | La puerta del diablo               | Lance Poole                        |                                                       |
| 1951 | Challenge the Wilderness           | Él mismo                           | Cortometraje                                          |
| 1951 | Quo vadis?                         | Marcus Vinicius                    |                                                       |
| 1951 | Caravana de mujeres                | Buck Wyatt                         |                                                       |
| 1952 | Ivanhoe                            | Sir Wilfred of Ivanhoe             |                                                       |
| 1952 | Above and Beyond                   | Lieutenant Colonel Paul W. Tibbets |                                                       |
| 1952 | The Hoaxters                       | Narrador                           |                                                       |
| 1953 | I Love Melvin                      | Él mismo                           |                                                       |
| 1953 | Ride, Vaquero!                     | Rio                                |                                                       |
| 1953 | Todos los hermanos eran valientes  | Joel Shore                         |                                                       |
| 1953 | Los caballeros del rey Arturo      | Lancelot                           |                                                       |
| 1954 | El valle de los reyes              | Mark Brandon                       |                                                       |
| 1954 | Rogue Cop                          | Det. Sgt. Christopher Kelvaney     |                                                       |
| 1955 | La novia salvaje                   | Bushrod Gentry                     |                                                       |
| 1955 | The Adventures of Quentin Durward  | Quentin Durward                    |                                                       |
| 1956 | The Last Hunt                      | Charlie Gilson                     |                                                       |
| 1956 | D-Day the Sixth of June            | Captain Brad Parker                |                                                       |
| 1956 | The Power and the Prize            | Cliff Barton                       |                                                       |
| 1957 | Tip on a Dead Jockey               | Lloyd Tredman                      |                                                       |
| 1958 | The Law and Jake Wade              | Jake Wade                          |                                                       |
| 1958 | Saddle the Wind                    | Steve Sinclair                     |                                                       |
| 1958 | Party Girl                         | Thomas «Tommy» Farrell             |                                                       |
| 1959 | The Hangman                        | Mackenzie Bovard                   |                                                       |
| 1959 | The House of the Seven Hawks       | Nordley                            |                                                       |
| 1960 | Los asesinos del Kilimanjaro       | Robert Adamson                     |                                                       |
| 1963 | Miracle of the White Stallions     | Colonel Podhajsky                  | Título alternativo: The Flight of the White Stallions |
| 1963 | Cattle King                        | Sam Brassfield                     | Título alternativo: Cattle King of Wyoming            |
| 1964 | A House Is Not a Home              | Frank Costigan                     |                                                       |
| 1964 | The Night Walker                   | Barry Morland                      |                                                       |
| 1966 | Johnny Tiger                       | George Dean                        |                                                       |
| 1966 | Pampa salvaje                      | Captain Martin                     |                                                       |
| 1967 | The Glass Sphinx                   | Prof. Karl Nichols                 |                                                       |
| 1967 | Return of the Gunfighter           | Ben Wyatt                          |                                                       |
| 1968 | Where Angels Go, Trouble Follows   | Mr. Farriday – The 'In' Group      |                                                       |
| 1968 | The Day the Hot Line Got Hot       | Anderson                           | Título alternativo: Hot Line                          |

| Año       | Título                                | Papel                           | Notas                         |
| --------- | ------------------------------------- | ------------------------------- | ----------------------------- |
| 1958      | The Thin Man                          | Él mismo                        | Episodio: «The Scene Stealer» |
| 1959–1962 | The Detectives Starring Robert Taylor | Detective Capitán Matt Holbrook | 97 episodios                  |
| 1963      | The Dick Powell Show                  | Anfitrión invitado              | Episodio: «Colossus»          |
| 1966–1969 | Death Valley Days                     | Anfitrión                       | 77 episodios                  |
| 1967      | Hondo                                 | Gallagher                       | 2 episodios                   |